# Ràdio Veritat
Ràdio Veritat (en español: Radio Verdad) fue una estación de radio propagandística que emitía desde Roma en lengua catalana a favor del bando sublevado durante la guerra civil española.

## Antecedentes
En 1936, tras el inicio de la guerra civil española, Francisco Cambó, uno de los hombres más ricos de España en la época y principal miembro de la catalanista Lliga Regionalista, se puso del lado de los sublevados. Usó su influencia como propagandista en el extranjero, escribiendo artículos en el Daily Telegraph y La Nación y un manifiesto apoyado por numerosas personalidades catalanas:

Los que suscribimos esta declaración somos hombres de diferentes ideologías y procedencias. Somos catalanes, y con esta sola
característica común, unimos nuestras firmas para protestar contra la actuación y el lenguaje de los hombres que hoy detentan el gobierno de la Generalidad y que pretenden identificar los sentimientos y la voluntad de Cataluña con la tiranía de los anarquistas y marxistas que han asesinado y asesinan con refinamiento de la más bárbara crueldad; que han destruido tesoros de arte que nos habían legado las generaciones pasadas como patrimonio espiritual de nuestra tierra; que arruinan nuestra economía con groseras experiencias en todas partes desacreditadas, y deshonran a nuestro pueblo con locuras y crímenes sin precedentes en la historia.

También empleó su fortuna en apoyo al bando franquista, creando la Oficina de Propaganda y Prensa de París, publicando libros, como La persecución religiosa en España de Joan Estelrich, u organizando el periódico franco-español Occident.

## Historia
Entre las iniciativas propagandistas de Cambó estuvo la creación de Ràdio Veritat en Roma, a pesar de que la radio misma afirmaba transmitir desde Salamanca. Las primeras transmisiones se radiaron desde Milán y Florencia el 18 de febrero de 1937, y a partir de marzo de 1937 se grababan en las instalaciones de Radio Roma, con la colaboración de la máquina propagandística de Mussolini.
Las emisiones se hacían en su mayoría en catalán y sus trabajadores eran en su totalidad catalanes. Cambó, además de emplear a sus colaboradores habituales, como Josep Pla, Joan Baptista Solervicens, Joaquim Pellicena y Raimon d’Abadal, en la radio también contó con la ayuda de Eduard Segarra, Manuel Ribé, el abogado Delfí Escolá y Joan Costa i Deu, redactor jefe de La Veu de Catalunya. Las noticias eran leídas por Delfí Escolá desde la medianoche, hasta la una menos diez, y se basaban tanto en lo que aparecía en los medios de comunicación italianos, como en telegramas llegados desde las legaciones y oficinas italianas en el extranjero, como la oficina de propaganda italiana de Salamanca.
En febrero de 1937 la oficina de propaganda italiana en Salamanca afirmaba que el «éxito de la [...] estación es notabilísima [... Las autoridades nacionales] han hecho saber a esta oficina su complacencia por la utilísima acción de Radio Verdad.» Hacia abril de 1937 el objetivo de la radio era alcanzar al 50% de los que se oponían a los sublevados en Cataluña y conseguir que una parte se uniese al 35% que estaba a favor, contrarrestando las tesis republicanas que consideraban a los sublevados como «anticatalanes«.
La radio siguió emitiendo hasta el final de la guerra, en 1939. A partir de ese momento evolucionó pasó a convertirse en una emisora italo-española.